# کرومودینامیک کوانتومی

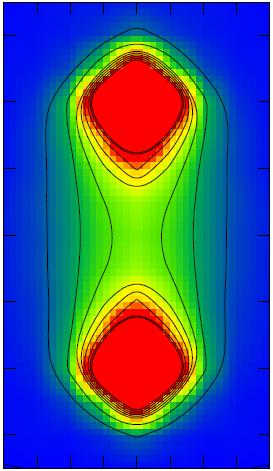
نمودار ⟨E2⟩ برای سیستم «کوارک-آنتی کوارک» ایستا در یک جدایی ثابت، جایی‌که آبی صفر است و قرمز بالاترین مقدار است (نتیجهٔ شبیه‌سازی QCD شبکه، توسط M. Cardoso و همکاران.)

کرومودینامیک کوانتومی (به انگلیسی: Quantum Chromodynamics) نظریه‌ای‌است که نیروی بین‌هسته‌ای قوی را توضیح می‌دهد. این نظریه به همراه الکترودینامیک کوانتومی و نظریهٔ برهمکنش ضعیف، مدل استاندارد ذرات را تشکیل می‌دهند.

## چگالی لاگرانژی
چگالی لاگرانژی برای کرومودینامیک کوانتومی به صورت زیر داده شده است:
{\displaystyle {\begin{aligned}{\mathcal {L}}_{\mathrm {QCD} }&={\bar {\psi }}_{i}\left(i\gamma ^{\mu }(D_{\mu })_{ij}-m\,\delta _{ij}\right)\psi _{j}-{\frac {1}{4}}G_{\mu \nu }^{a}G_{a}^{\mu \nu }\\&={\bar {\psi }}_{i}(i\gamma ^{\mu }\partial _{\mu }-m)\psi _{i}-gG_{\mu }^{a}{\bar {\psi }}_{i}\gamma ^{\mu }T_{ij}^{a}\psi _{j}-{\frac {1}{4}}G_{\mu \nu }^{a}G_{a}^{\mu \nu }\,,\\\end{aligned}}}
در اینجا {\displaystyle \psi _{i}} میدان کوارک است و {\displaystyle G_{\mu \nu }^{a}} قدرت میدان گلوئون می‌باشد (مقایسه شود با قدرت میدان الکتریکی {\displaystyle F_{\mu \nu }} در الکترومغناطیس کوانتومی).
جالب اینجاست که اگر معادلات اویلر-لاگرانژ را بر قسمت اول {\displaystyle {\bar {\psi }}_{i}(i\gamma ^{\mu }\partial _{\mu }-m)\psi _{i}} اجرا کنیم معادله دیراک را به دست می‌آوریم. 
در عین حال قسمت دوم این فرمول  {\displaystyle -gG_{\mu }^{a}{\bar {\psi }}_{i}\gamma ^{\mu }T_{ij}^{a}\psi _{j}} برهمکنش بین گلئونها و کوارکها را توجیه میکند. قسمت سوم یعنی {\displaystyle -{\frac {1}{4}}G_{\mu \nu }^{a}G_{a}^{\mu \nu }} نیز برهمکنش بین دو گلوئون یا سه گلوئون با هم است.